# FIU Panthers

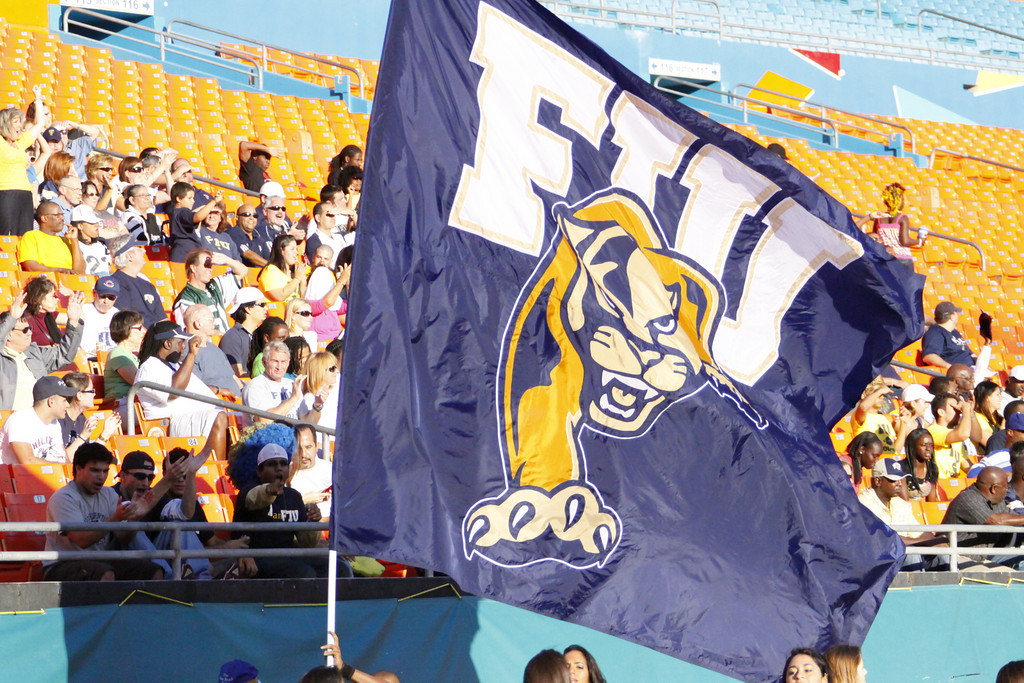
Idrottsföreningens logotyp på en flagga.

FIU Panthers, tidigare FIU Sunblazers och FIU Golden Panthers, är en idrottsförening tillhörande Florida International University och har som uppgift att ansvara för universitetets idrottsutövning.

## Idrotter
Panthers deltager i följande idrotter:
| Herrar - Amerikansk fotboll - Baseboll - Basket - Fotboll - Friidrott - Terränglöpning | Damer - Basket - Beachvolleyboll - Fotboll - Friidrott - Golf - Simhopp - Simning - Softboll - Tennis - Terränglöpning - Volleyboll |

## Idrottsutövare

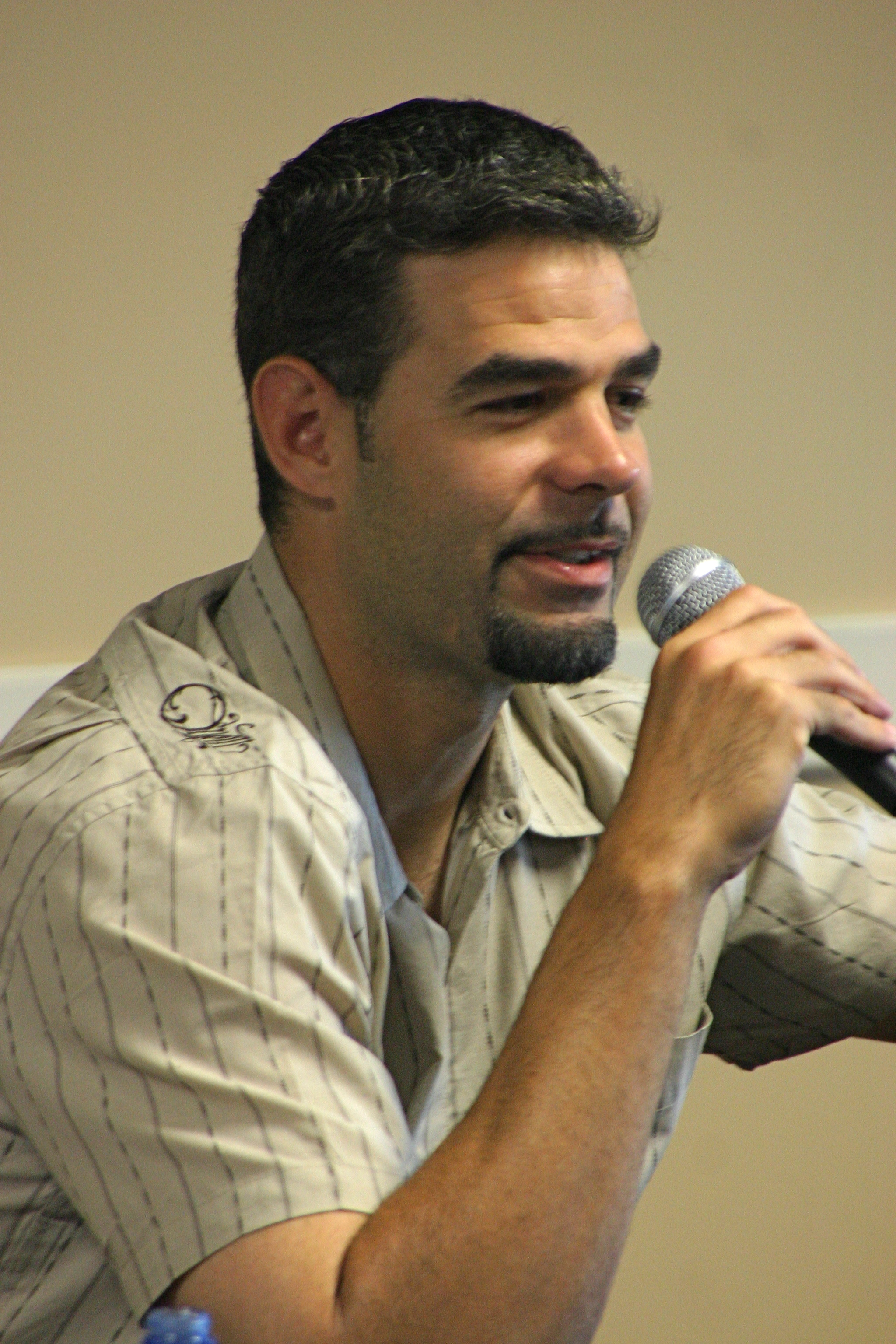
Mike Lowell.

| Baseboll - Mike Lowell Basket - Kenneth Simms | Fotboll - Ifeoma Dieke - Thaisa Golf - Pat Bradley |